# Tony Fuller
Anthony Ike "Tony" Fuller (Detroit, Míchigan; 4 de septiembre de 1958) es un exjugador  y entrenador de baloncesto estadounidense que disputó una temporada en la NBA y otra más en la CBA. Como entrenador dirigió durante cuatro temporadas equipos de la NCAA. Con 1,93 metros de estatura, jugaba en la posición de base.

## Trayectoria deportiva

### Universidad
Jugó dos temporadas con los Waves de la Universidad de Pepperdine, en las que promedió 16,4 puntos y 5,7 rebotes por partido. En su última temporada fue incluido en el segundo mejor quinteto de la WCC.

### Profesional
Fue elegido en el puesto 93 del Draft de la NBA de 1980 por Detroit Pistons, donde jugó 15 partidos, en los que promedió 4,0 puntos y 2,8 rebotes por partido, siendo despedido en el mes de noviembre.
Acabó la temporada y su carrera deportiva jugando en los Anchorage Northern Knights de la CBA.

### Entrenador
Tras retirarse como jugador, regresó a su alma mater para ejercer como asistente durante 6 temporadas, continuando en el mismo puesto en UCLA entre 1988 y 1992. Al año siguiente se hizo cargo pro primera vez de un banquillo como entrenador principal, en la Universidad Estatal de San Diego, donde permaneció dos temporadas, para regresar a la Universidad de Pepperdine también como principal dos temporadas más, disputando en total 99 partidos, con 35 victorias y 64 derrotas.
En 1996 volvió a las labores de asistente en la Universidad Estatal de Colorado, para ejercer las mismas funciones posteriormente en la Universidad Estatal de Utah y en Stanford. Desde 2006 es profesor de educación física y entrenador de baloncesto en el Brophy Prep High School de Phoenix, Arizona.

## Estadísticas de su carrera en la NBA

### Temporada regular
| Temporada | Edad | Equipo          | Liga | P  | TIT | MIN  | TC  | TCA | %TC  | 3P  | 3PA | %3P  | TL  | TLA | %TL  | R.OF. | R.DEF. | REB | ASIS | ROB | TAP | PER | FP  | PTS |
| 1980-81   | 22   | Detroit Pistons | NBA  | 15 |     | 16.5 | 1.6 | 4.4 | .364 | 0.0 | 0.1 | .000 | 0.8 | 1.1 | .750 | 0.9   | 1.9    | 2.8 | 1.9  | 0.7 | 0.1 | 1.5 | 1.7 | 4.0 |
| Total     |      |                 | NBA  | 15 |     | 16.5 | 1.6 | 4.4 | .364 | 0.0 | 0.1 | .000 | 0.8 | 1.1 | .750 | 0.9   | 1.9    | 2.8 | 1.9  | 0.7 | 0.1 | 1.5 | 1.7 | 4.0 |